# عتيبة (اسم)
عتيبة هو اسم علم مذكر من أصل عربي، وهو تصغير عتبة.

## الأصل اللغوي
اصل اسم عتيبة اسم علم مذكر عربي وعتيبة هو تصغير عُتْبَة  والتي تعني منعطف الوادي.

## وصلات خارجية
- موسوعة السلطان قابوس لأسماء العرب